# Cuchumatanea steyermarkii
Cuchumatanea steyermarkii là một loài thực vật có hoa trong họ Cúc. Loài này được Seid. & Beaman mô tả khoa học đầu tiên năm 1966.